# Chopis Centis
"Chopis Centis" é uma canção dos Mamonas Assassinas, que foi lançada no álbum homônimo, de 1995. Mais tarde, ela seria lançada como single promocional do álbum Atenção, Creuzebek: a Baixaria Continua!, de 1998. Em 2015, ela virou o tema de abertura da sitcom #PartiuShopping, do canal por assinatura Multishow, interpretada por Tom Cavalcante, sendo, assim, a 3ª canção do grupo a fazer parte de uma trilha sonora.
Fazendo-se uso da chamada "variação linguística", a letra descreve o passeio de um peão de obras com sua namorada no Shopping Center. Com relação a parte instrumental, os acordes e o arranjo são uma citação a "Should I Stay or Should I Go", da banda punk inglesa The Clash, embora a sequência de acordes não seja exatamente a mesma.
Segundo um levantamento feito pelo ECAD, em 2015, Chopis Centis era a quarta música do grupo mais tocada em Casas de Diversão, Casas de Festas, Música ao Vivo, Rádio, Show e Sonorização Ambiental, e a 3ª mais interpretada por outros artistas.

## Faixas do Single
- CD single[1]

| N.º            | Título          | Compositor(es)     | Duração |  |
| 1.             | "Chopis Centis" | Dinho, Júlio Rasec | 2:44    |  |
| 2.             | "Joelho"        | Samuel Reoli       | 2:05    |  |
| Duração total: | Duração total:  | Duração total:     | 4:49    |  |

## Análise da Letra
O eu-lírico da canção é um sujeito que apresenta-se como uma pessoa de classe social baixa (“A minha felicidade, é um crediário nas Casas Bahia”) que exerce a profissão de pedreiro (“Quando eu estou no trabalho, não vejo a hora de descer dos andaime”) e com baixa escolaridade, já que utiliza-se de uma linguagem não culta (a gente fomos...).
Justamente por fazer uso das chamadas "variações linguisticas", esta canção tem sido utilizada como atividades em trabalhos escolares de português.

## Regravações
- A canção foi regravada em 2009 pela banda Scracho no DVD MTV Apresenta: Scracho.[10][11]

## Curiosidades
- Em 2014, uma polêmica envolvendo os rolezinhos de jovens nos shoppings de São Paulo fez a canção aparecer nos trending topics do twitter. Em um levantamento feito pelo jonal O Globo com a utilização da ferramenta de monitoramento Scup, das palavras que mais apareciam em tweets sobre rolezinho – ou seja, que continham expressões como “rolezinho”, “rolezim” e similares –, as mais repetidas eram justamente as que se relacionavam à letra da canção. “Muitcho”, “chópis cêntis”, “legalzinho” ganharam destaque.[12]